# Pica-pau-ponteado
Pica-pau-ponteado(Campethera punctuligera) ou pica-pau-salpicado  é uma espécie de ave da família Picidae. É um residente bem distribuído e geralmente comum em grande parte na parte ocidental e central da África tropical. É uma espécie associada a bosque aberto, savana e bush.